# Kawasaki 400 S3
Die Kawasaki 400 S3 war ein Motorrad des japanischen Herstellers Kawasaki Motorräder und wurde von 1973 bis 1979 gebaut. Von 1976 bis 1979 wurde sie als KH 400 verkauft.

## Geschichte und Technik
1973 erschien die 400 S3 auf dem Motorradmarkt und ersetzte die 350 S2.
Die 400 S3 wurde von einem luftgekühlten Dreizylinder-Reihenmotor mit 120 Grad Hubversatz angetrieben. Um eine Überhitzung des mittleren Zylinders vorzubeugen, wurden die äußeren Kühlrippen so geformt, dass ihn zusätzliche Luft erreichte. Der Motor hatte eine Zündung mit Unterbrecher und drei Mikuni-Vergaser VM 28 SC. Eine last- und drehzahlabhängige Ölpumpe versorgte den Vergaser mit dem Zweitakteröl.
Ein schmaler Rückgratrohrrahmen mit zwei Unterzügen bildete die Basis des Motorrads, eine Teleskopgabel und eine zweiarmige Hinterradschwinge nahmen die Räder mit Reifen in der Dimension 3.25–18 (vorne) und 3.50–18 (hinten) auf. Verzögert wurde das Vorderrad mit einer 277-mm-Scheibenbremse, hinten mit einer 180 mm Simplex-Bremse und 30 mm Backenbreite.
Durch den Erfolg der 500 H1 Mach III angeregt, wurde in den kleineren Klassen 1971 die 250 S1 Mach I (250-SS) und Kawasaki 350 S2 Mach II (350-SS), sowie 1973 die Kawasaki 400 S3 (später KH 400) angeboten. Als Topmodell ab 1972 hatte Kawasaki die 750 H2 Mach IV im Programm.
Generalimporteur der Kawasaki Motorräder für Deutschland von 1969 bis 1975 war Detlev Louis in Hamburg.

## Produktion-Übersichtstabelle
| Jahr   | 400 S3 | KH 400 |
| 1973   | 11.317 |        |
| 1974   | 13.743 |        |
| 1975   | 6.404  |        |
| 1976   |        | 9.623  |
| 1977   |        | 3.433  |
| 1978   |        | 1.051  |
| 1979   |        | 801    |
| Gesamt | 46.382 |        |